# Primera División de México 1966-67
La temporada 1966/1967 de la  Primera División Mexicana se trató de la edición número XXIV en la historia de las competiciones profesionales del fútbol mexicano. El torneo se celebró entre el 21 de julio de 1966 y el 24 de febrero de 1967.

## Sistema de competencia
Los dieciséis participantes disputan el campeonato bajo un sistema de liga, es decir, todos contra todos a visita recíproca; con un criterio de puntuación que otorga dos unidades por victoria, una por empate y cero por derrota. El campeón sería el club que al finalizar el torneo haya obtenido la mayor cantidad de puntos, y por ende se ubique en el primer lugar de la clasificación. 
En caso de concluir el certamen con dos equipos empatados en el primer lugar, se procedería a un partido de desempate entre ambos conjuntos en una cancha neutral predeterminada al inicio del torneo; de terminar en empate dicho duelo, se realizará uno extra, y de persistir la igualdad en este, se alargaría a la disputa de dos tiempos extras de 15 minutos cada uno, y posteriormente Tiros desde el punto penal, hasta que se produjera un ganador.
En caso de que el empate en el primer lugar fuese entre más de dos equipos, se realizaría una ronda de partidos entre los involucrados, con los mismos criterios de puntuación, declarando campeón a quien liderada esta fase al final.
El descenso a Segunda División corresponderá al equipo que acumulara la menor cantidad de puntos, y que por ende finalice en el último lugar de la clasificación. Al igual que el campeonato, para el descenso se contempló una serie de partidos extra en caso de empate en puntos de uno o más equipos.
Para el resto de las posiciones que no estaban involucradas con la disputa del título y el descenso, su ubicación, en caso de empate, se definía por medio del criterio de gol average o promedio de goles, y se calculaba dividiendo el número de goles anotados entre los recibidos.

## Visión general
La temporada fue disputada por 16 equipos, al finalizar el torneo, el Toluca ganó el campeonato por primera ocasión en su historia, los Diablos Rojos finalizaron la competencia con una ventaja de dos puntos sobre el América. En la última jornada el conjunto toluqueño derrotó por 2-0 al Necaxa mientras que los americanistas empataron a un gol con el Nuevo León, de esta manera el equipo mexiquense se hizo con el título. Finalmente los de Toluca lograron 17 victorias y 6 empates
El Nuevo León ascendió desde la Segunda División tras derrotar al Tampico en un partido de desempate luego de concluir empatados durante la temporada regular.
Al concluir la temporada, el conjunto de Ciudad Madero descendió a Segunda División tras haber obtenido 18 puntos, a seis unidades de distancia del Morelia.

## Equipos participantes

### Ascensos y descensos
| Pos | Ascendido de la Segunda División 1965-66 |
| --- | ---------------------------------------- |
| 1.º | Nuevo León                               |

| Pos | Descendido en la Primera División 1965-66 |
| --- | ----------------------------------------- |
| 16° | Zacatepec                                 |

### Equipos por entidad federativa
En la temporada 1966-1967 jugaron 16 equipos que se distribuían de la siguiente forma:
| Monterrey Nuevo León Oro Atlas Guadalajara León Irapuato Necaxa Morelia Toluca Veracruz Ciudad Madero Cruz Azul América Atlante UNAM | \| Entidad Federativa \| N.º \| Equipos \| \| ------------------ \| --- \| ------------------------------- \| \| Distrito Federal \| 4 \| América, Atlante, UNAM y Necaxa \| \| Jalisco \| 3 \| Atlas, Oro y Guadalajara \| \| Nuevo León \| 2 \| Monterrey y Nuevo León \| \| Guanajuato \| 2 \| Irapuato y León \| \| Hidalgo \| 1 \| Cruz Azul \| \| Michoacán \| 1 \| Morelia \| \| Estado de México \| 1 \| Toluca \| \| Tamaulipas \| 1 \| Ciudad Madero \| \| Veracruz \| 1 \| Veracruz \| |                                 |
| Entidad Federativa | N.º | Equipos                         |
| Distrito Federal | 4 | América, Atlante, UNAM y Necaxa |
| Jalisco | 3 | Atlas, Oro y Guadalajara        |
| Nuevo León | 2 | Monterrey y Nuevo León          |
| Guanajuato | 2 | Irapuato y León                 |
| Hidalgo | 1 | Cruz Azul                       |
| Michoacán | 1 | Morelia                         |
| Estado de México | 1 | Toluca                          |
| Tamaulipas | 1 | Ciudad Madero                   |
| Veracruz | 1 | Veracruz                        |

### Información de los equipos
| Equipo              | Sede                                  | Estadio                      |
| ------------------- | ------------------------------------- | ---------------------------- |
| América (AME)       | Ciudad de México                      | Azteca                       |
| Atlante (ATT)       | Ciudad de México                      | Azteca                       |
| Atlas (ATS)         | Guadalajara, Jalisco                  | Jalisco                      |
| Cruz Azul (CAZ)     | Ciudad Cooperativa Cruz Azul, Hidalgo | 10 de diciembre              |
| Guadalajara (GDL)   | Guadalajara, Jalisco                  | Jalisco                      |
| Irapuato (IRA)      | Irapuato, Guanajuato                  | Revolución                   |
| León (LEO)          | León, Guanajuato                      | La Martinica                 |
| Ciudad Madero (MAD) | Ciudad Madero, Tamaulipas             | Tamaulipas                   |
| Monterrey (MTY)     | Monterrey, Nuevo León                 | Tecnológico                  |
| Morelia (MOR)       | Morelia, Michoacán                    | Venustiano Carranza          |
| Necaxa (NEC)        | Ciudad de México                      | Azteca                       |
| Nuevo León (N.L.)   | Monterrey, Nuevo León                 | Tecnológico                  |
| Oro (ORO)           | Guadalajara, Jalisco                  | Jalisco                      |
| Toluca (TOL)        | Toluca, Estado de México              | Luis Gutiérrez Dosal         |
| UNAM (UNA)          | Ciudad de México                      | Olímpico Universitario       |
| Veracruz (VER)      | Veracruz, Veracruz                    | Parque Deportivo Veracruzano |

## Tabla General
| Pos. | Equipo        | Pts. | PJ | G  | E  | P  | GF | GC | Dif. |                       |
| ---- | ------------- | ---- | -- | -- | -- | -- | -- | -- | ---- | --------------------- |
| 1    | Toluca (C)    | 41   | 30 | 17 | 7  | 6  | 48 | 24 | +24  | Campeón               |
| 2    | América       | 39   | 30 | 14 | 11 | 5  | 46 | 29 | +17  |                       |
| 3    | Guadalajara   | 35   | 30 | 13 | 9  | 8  | 36 | 28 | +8   |                       |
| 4    | Necaxa        | 34   | 30 | 11 | 12 | 7  | 48 | 36 | +12  |                       |
| 5    | León          | 34   | 30 | 14 | 6  | 10 | 43 | 38 | +5   |                       |
| 6    | Nuevo León    | 32   | 30 | 11 | 10 | 9  | 36 | 30 | +6   |                       |
| 7    | Atlas         | 31   | 30 | 9  | 13 | 8  | 41 | 37 | +4   |                       |
| 8    | Monterrey     | 30   | 30 | 10 | 10 | 10 | 35 | 34 | +1   |                       |
| 9    | Irapuato      | 30   | 30 | 10 | 10 | 10 | 28 | 35 | −7   |                       |
| 10   | Cruz Azul     | 29   | 30 | 10 | 9  | 11 | 45 | 42 | +3   |                       |
| 11   | Oro           | 27   | 31 | 9  | 9  | 13 | 38 | 44 | −6   |                       |
| 12   | Atlante       | 26   | 30 | 11 | 4  | 15 | 34 | 36 | −2   |                       |
| 13   | UNAM          | 26   | 30 | 7  | 12 | 11 | 45 | 53 | −8   |                       |
| 14   | Veracruz      | 24   | 30 | 7  | 10 | 13 | 45 | 55 | −10  |                       |
| 15   | Morelia       | 24   | 30 | 8  | 8  | 14 | 32 | 51 | −19  |                       |
| 16   | Ciudad Madero | 18   | 30 | 5  | 8  | 17 | 33 | 61 | −28  | Descenso de categoría |

 Fuente: RSSSF
|                             |
| Toluca Campeón 1.er título. |

## Resultados
| Local \ Visitante | AME | ATT | ATL | CAZ | GDL | IRA | LEO | MAD | MTY | MOR | NEC | NL  | ORO | TOL | UNM | VER |
| ----------------- | --- | --- | --- | --- | --- | --- | --- | --- | --- | --- | --- | --- | --- | --- | --- | --- |
| América           | —   | 1–1 | 0–0 | 5–3 | 2–1 | 0–0 | 1–1 | 5–1 | 0–1 | 2–0 | 1–0 | 1–1 | 1–0 | 0–0 | 5–1 | 6–4 |
| Atlante           | 0–1 | —   | 0–1 | 1–2 | 3–0 | 0–0 | 2–1 | 0–0 | 2–0 | 3–0 | 1–2 | 2–1 | 3–1 | 2–0 | 0–1 | 2–1 |
| Atlas             | 1–1 | 2–1 | —   | 1–1 | 1–1 | 0–1 | 2–1 | 1–0 | 3–0 | 1–1 | 3–0 | 3–0 | 1–0 | 2–1 | 3–3 | 1–3 |
| Cruz Azul         | 2–3 | 1–2 | 1–1 | —   | 1–0 | 4–1 | 0–1 | 2–0 | 2–0 | 3–1 | 0–0 | 0–0 | 2–3 | 1–3 | 4–1 | 5–1 |
| Guadalajara       | 0–0 | 1–0 | 2–2 | 1–1 | —   | 1–0 | 2–0 | 3–0 | 0–0 | 3–1 | 1–1 | 0–0 | 1–0 | 0–2 | 3–1 | 3–3 |
| Irapuato          | 0–1 | 1–0 | 1–0 | 1–1 | 1–2 | —   | 3–1 | 1–1 | 1–0 | 2–0 | 2–1 | 2–0 | 0–0 | 1–1 | 0–1 | 3–3 |
| León              | 2–1 | 1–0 | 0–0 | 1–2 | 2–0 | 4–1 | —   | 3–0 | 0–0 | 0–1 | 2–1 | 0–3 | 2–2 | 2–0 | 1–1 | 1–0 |
| Ciudad Madero     | 1–4 | 3–2 | 1–1 | 0–1 | 3–0 | 5–2 | 1–3 | —   | 1–2 | 2–1 | 1–3 | 0–3 | 2–2 | 1–3 | 2–2 | 2–2 |
| Monterrey         | 2–0 | 1–2 | 2–1 | 1–0 | 0–1 | 0–0 | 1–2 | 3–1 | —   | 2–0 | 1–1 | 2–2 | 2–2 | 0–0 | 1–1 | 1–1 |
| Morelia           | 0–1 | 2–1 | 3–2 | 0–0 | 1–5 | 0–1 | 1–1 | 3–0 | 1–0 | —   | 1–1 | 2–1 | 2–2 | 1–0 | 2–2 | 3–2 |
| Necaxa            | 1–1 | 2–0 | 4–3 | 2–1 | 0–2 | 2–0 | 4–0 | 4–0 | 3–1 | 1–1 | —   | 1–1 | 4–0 | 1–1 | 2–1 | 0–2 |
| Nuevo León        | 0–0 | 1–0 | 3–1 | 3–0 | 1–1 | 1–1 | 1–2 | 0–1 | 0–3 | 1–0 | 1–1 | —   | 1–0 | 3–2 | 0–1 | 1–1 |
| Oro               | 0–1 | 0–2 | 2–2 | 1–1 | 1–0 | 2–0 | 3–2 | 1–0 | 2–5 | 4–2 | 0–0 | 0–2 | —   | 3–0 | 2–3 | 1–0 |
| Toluca            | 1–0 | 3–1 | 0–0 | 2–0 | 1–1 | 3–0 | 3–1 | 2–2 | 4–2 | 4–0 | 2–0 | 2–1 | 1–0 | —   | 2–1 | 4–0 |
| UNAM              | 4–1 | 5–0 | 1–1 | 4–2 | 0–1 | 1–1 | 1–4 | 0–0 | 1–1 | 0–0 | 2–2 | 1–4 | 1–3 | 0–2 | —   | 3–1 |
| Veracruz          | 1–1 | 1–1 | 3–1 | 2–2 | 1–0 | 0–1 | 1–2 | 3–2 | 0–1 | 4–2 | 4–4 | 0–1 | 1–1 | 0–0 | 1–0 | —   |

## Goleo individual
Con 21 goles en la temporada regular, Amaury Epaminondas, delantero del Toluca, consigue coronarse por segunda ocasión como campeón de goleo.
|     | Jugador            | Club          | Goles |
| --- | ------------------ | ------------- | ----- |
| 1.  | Amaury Epaminondas | Toluca        | 21    |
| 2.  | Manuel Lapuente    | Necaxa        | 20    |
| 3.  | Mariano Ubiracy    | Veracruz      | 19    |
| 4.  | Enrique Borja      | U.N.A.M.      | 17    |
| 5.  | Javier Fragoso     | América       | 13    |
| 6.  | Luiz Juracy        | Ciudad Madero | 12    |
| 7.  | Raúl Arellano      | Cruz Azul     | 12    |
| 8.  | Javan Marinho      | Necaxa        | 12    |
| 9.  | José de Oliveira   | Oro           | 12    |
| 10. | Bernardo Hernández | Atlante       | 11    |